# Вишняково (деревня, Раменский район)
Вишняко́во — деревня в Раменском муниципальном районе Московской области России. Входит в состав сельского поселения Ганусовское. Население — 37 чел. (2010).
Вероятно, исходная форма — Вешняково. Название связано с некалендарным личным именем Вешняк.
Деревня Вишняково расположена в юго-западной части Раменского района, примерно в 19 км к юго-западу от города Раменское. Высота над уровнем моря 141 м. Рядом с деревней протекает река Нищенка. Ближайший населённый пункт — деревня Василево.
В 1926 году деревня входила в Салтыковский сельсовет Салтыковской волости Бронницкого уезда Московской губернии.
С 1929 года — населённый пункт в составе Бронницкого района Коломенского округа Московской области. 3 июня 1959 года Бронницкий район был упразднён, деревня передана в Люберецкий район. С 1960 года в составе Раменского района.
До муниципальной реформы 2006 года Вишняково входило в состав Ганусовского сельского округа Раменского района.

## Население
| 1926 | 2002 | 2010 |
| ---- | ---- | ---- |
| 150  | ↘10  | ↗37  |

В 1926 году в деревне проживало 150 человек (74 мужчины, 76 женщин), насчитывалось 29 крестьянских хозяйств. По переписи 2002 года — 10 человек (6 мужчин, 4 женщины).